# Rail Cargo Austria

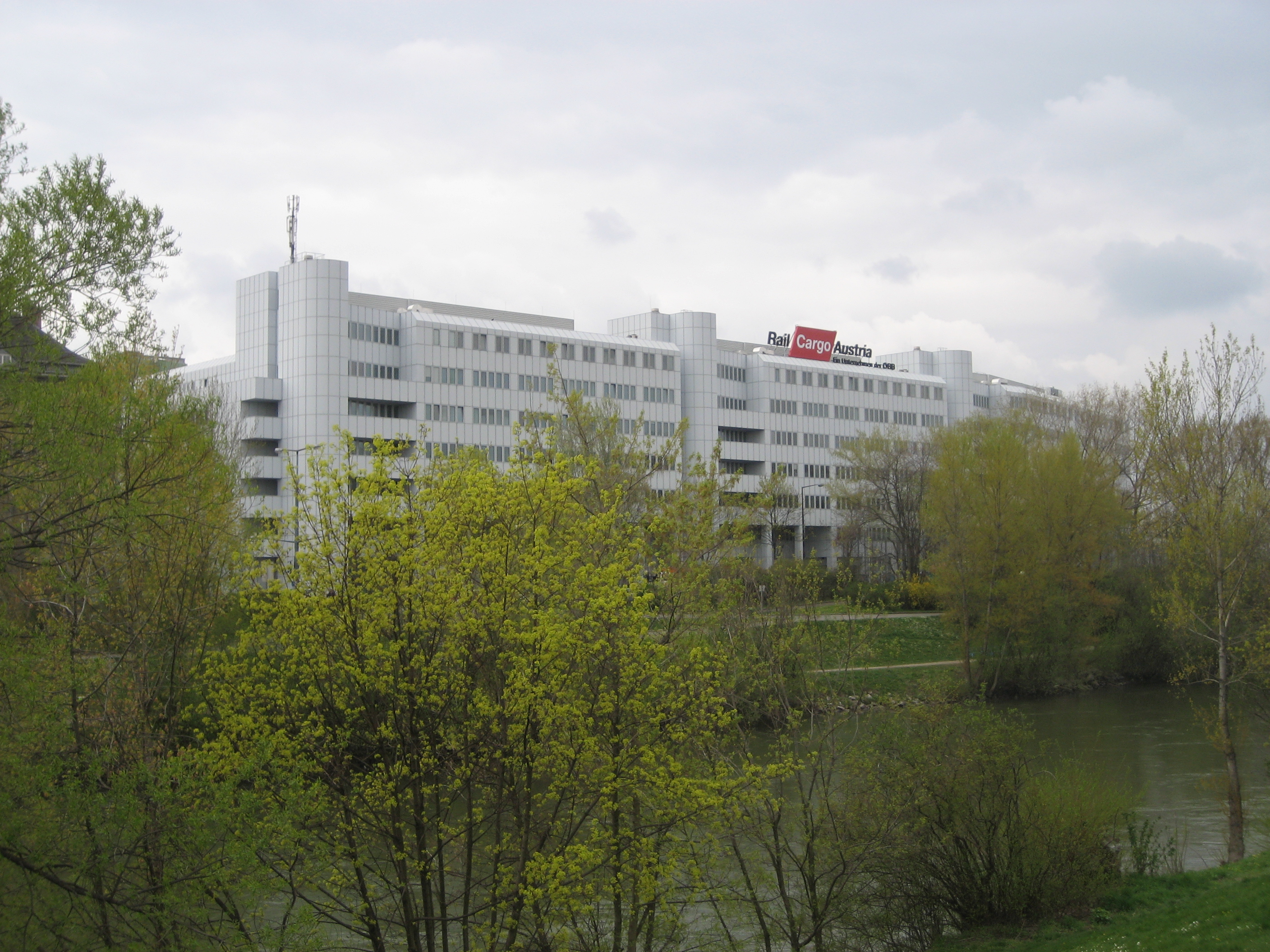
A cég székháza Bécsben

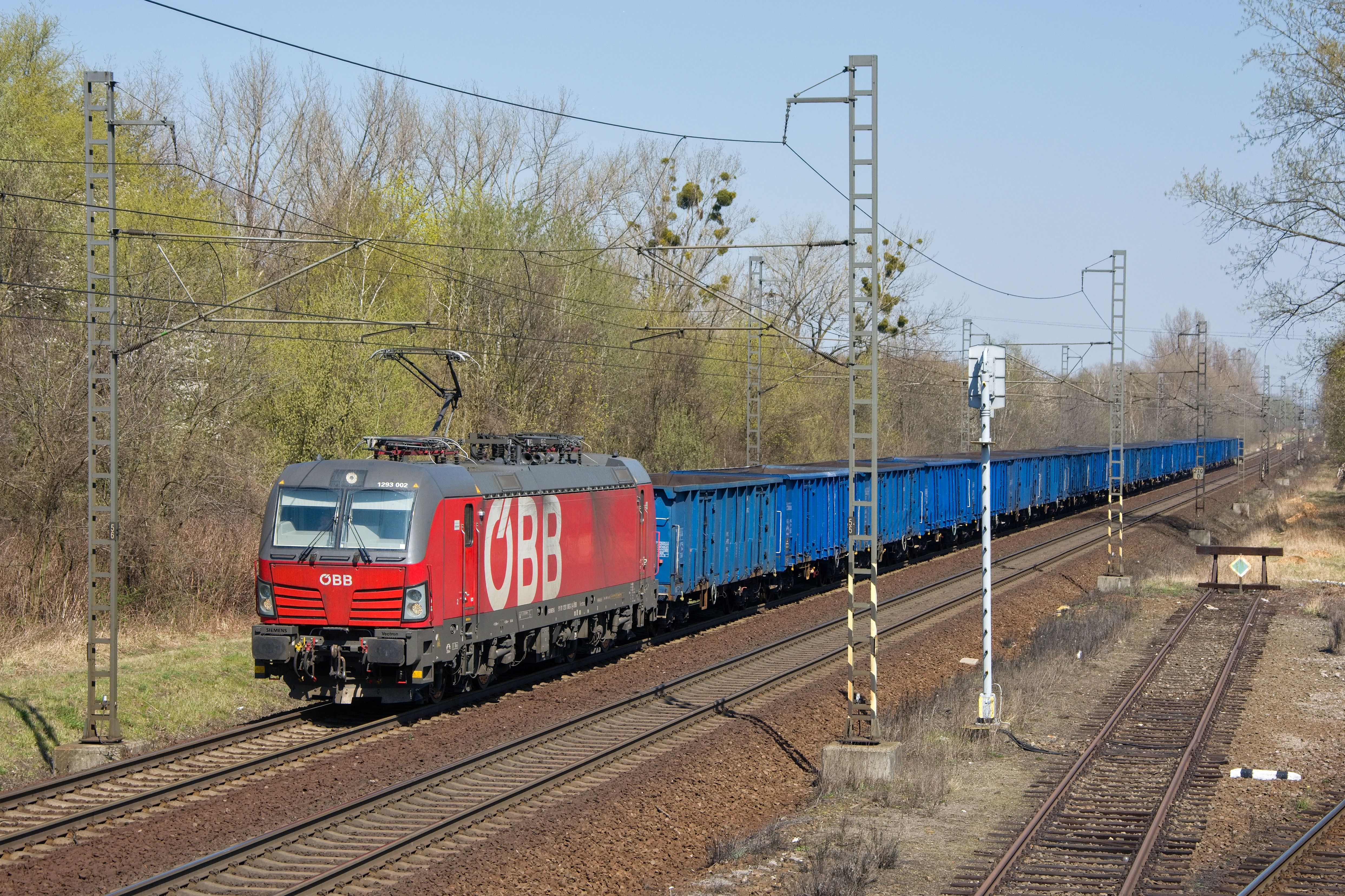
ÖBB 1293 sorozatú villamos mozdony tehervonattal Csehországban

A Rail Cargo Austria az ÖBB teherszállítással foglalkozó leányvállalata.
A többi nagyobb európai, állami kézben lévő áruszállítási vállalathoz hasonlóan a Rail Cargo Austria az elmúlt években a nemzetközi hatótávolságát próbálta növelni. A 2008-ban kialakult világválság miatt az RCA azonnal a válsággal, az elszállítandó árumennyiség csökkenésével, a kereskedelem feltételeinek romlásával kényszerült szembesülni. 2009-ben az RCA és a Rail Cargo Hungaria összesen 118,8 millió árutonnát szállított el, a 2008-ban elért 140,4 millió tonnával szemben, és 60 millió euró veszteséget szenvedett el. Az RCA elnöke kijelentette, megváltoztatták az üzleti modelljüket, több mint 100 féle intézkedést vezettek be, radikális költségcsökkentéseket hajtottak végre, és ennek hatásaként mind az árumennyiség szűkülése, mint a veszteség nagysága tűrhető keretek között maradt. A legfontosabb eleme az átalakításoknak, hogy létrehozták az ÖBB Production egységet, melynek 51 százalékát az RCA, 49 százalékot pedig az ÖBB személyszállítási egysége tulajdonolja, és az új egység felel január elsejétől 4000 mozdonyvezető, valamint 1200 db mozdony megfelelő üzemeltetéséért. Biztosítják a vontatási eszközöket az RCA-nak, de más üzemeltetők részére is, amivel megnövelhetik a gördülőállomány kihasználtságát, és a bevételeket is. Ausztriában a vasút 30 százalékát szállítja el a belföldi áruknak, sok veszteni valója van tehát az RCA-nak. Túlélési stratégiájukhoz tartozik, hogy folytatják elhatározott fejlesztéseiket, természetesen csökkentve, a válság okozta igénynek megfelelően. Így a válság elmúltával, gyorsan tudnak az igényekhez megfelelő színvonalon alkalmazkodni. Korszerű versenyképes vállalat lesz, amit a megrendelők el fognak ismerni. Az RCA a túlélési stratégiájával a válság előtti ötödik helyről mára a második helyet foglalja el az európai áruszállítók között, csak a DB Schenker előzi meg. Mivel Ausztria Európa közepén fekszik, az RCA mindig fókuszába helyezi a határokon túlnyúló üzemet, és ma működésének 75 százaléka nemzetközi orientációjú. Az Európai Unió kibővítése lehetőséget nyújtott az RCA-nak működési területének kiterjesztésére. Ezért létesített leányvállalatokat Romániában, Szlovéniában és Olaszországban, de tervezik a Cseh Köztársaságban és Lengyelországban is.